# Grzmot (województwo świętokrzyskie)
Grzmot – osada leśna w Polsce położona w województwie świętokrzyskim, w powiecie koneckim, w gminie Fałków.
W latach 1975–1998 miejscowość administracyjnie należała do województwa piotrkowskiego.